# Sales Industry 4.0
La filosofía Sales Industry 4.0 trata de recoger, ordenar y poner valor toda la información que se puede obtener de la interacción con el cliente a través de diversas fuentes; ya sea a través de la red comercial tradicional (a través de su CRM) como en diversos canales digitales (por ejemplo, la web corporativa, las redes sociales).  
El objetivo del Sales Industry 4.0 es utilizar el Big Data para gestionar y priorizar mejor todas las oportunidades de venta con información más precisa, para invertir el tiempo de la red comercial en lo que sea más interesante para cerrar el proceso de venta. La tecnología existente hoy en día nos permite realizar una prospección comercial de mayor número de candidatos y oportunidades, de forma más eficaz y sin necesidad de escalar en proporción los costes de venta. 
Estas ideas no son nuevas, ya que se pueden encajar dentro de conceptos existentes como Automatización de marketing (marketing automation), Inbound Marketing, personalización de campañas, Account Based Marketing y un largo etcétera. La peculiaridad del concepto Sales Industry 4,0 está en cómo se aplican estas tecnologías y procedimientos en empresas de carácter industrial. 
Estas empresas tienen esquemas de ventas muy tradicionales (las ferias internacionales y el canal de distribución en países de destino) y la peculiaridad de prospectar audiencias muy de nicho en un entorno internacional y complejo (hay que entender muy bien los productos, aplicaciones y sectores de actuación). Sales Industry 4,0 es una adaptación a este mundo industrial de cómo recoger, procesar y utilizar la información en el proceso de venta. 
A diferencia de conceptos como Industria 4.0, donde se prioriza la información que generan las máquinas, en el Sales Industry 4.0 se adapta la información a  procesos de venta industriales, más técnicos, largos y complejos. 
Sales Industry 4.0 es una filosofía presentada en congresos especializados  como Indusmedia, Librecon y Visio, entre otros. 